# 中華民國審計長
審計長是中華民國監察院的官員之一，為審計部首長，任期6年。審計長由總統提名，經立法院同意任命。審計長秉承監察院院長之命，綜理審計部全部事務，並監督所屬職員及機關。

## 外部連結
審計長 （页面存档备份，存于），中華民國審計部

## 文獻
1. ↑  審計部全球資訊網：陳審計長瑞敏先生...嗣奉 總統提名，經立法院同意，於民國108年（2019）10月2日任審計長職務。
2. ↑  《審計部組織法》第3條：「審計長之任期為六年。」
3. ↑  《中華民國憲法》第104條：「監察院設審計長，由總統提名，經立法院同意任命之。」
4. ↑  .   [2024-06-20]. （原始内容存档于2024-06-20）.